# Blegdamsvejens Fængsel
Blegdamsvejens Fængsel er det ældste danske fængsel, der stadig benyttes. Det er beliggende på Blegdamsvej på det indre Nørrebro i København og drives af Københavns Fængsler. 
Fængslet blev tegnet af Gottlieb Bindesbøll og indviet den 18. december 1848. Bygningskomplekset blev udvidet i 1880 samt ombygget og moderniseret 1907-1913 ved Carl Thonning og 1927-28 ved Emil Jørgensen.
I dag fungerer Blegdamsvejens Fængsel som en mandlig fællesskabsafdeling med plads til 91 indsatte fordelt på 3 etager. Til at varetage denne opgave er der ansat ca. 40 fængselsbetjente. Udover cellerne er der blandt andet indrettet skolestue, kirkesal, kondirum, fællesskabsrum og gårdtursarealer. Desuden er der indrettet en kirkesal til de indsatte, hvor der afholdes ugentlige gudstjenester.